# أخلاقيات العدالة النسوية
أخلاقيات العدالة النسوية، هي وجهة نظر نسوية تُعنى بالأخلاق وتسعى إلى التعامل مع نُهج الأخلاقيات العالمية التقليدية وتغييرها في نهاية المطاف. تبحث أخلاقيات العدالة النسوية –كما هو الحال في معظم أنواع الأخلاقيات النسوية- في كيفية استبعاد النوع الاجتماعي من الاعتبارات الأخلاقية السائدة، إذ يُزعم بأن الأخلاقيات السائدة ذكورية المنحى. ومع ذلك، تختلف أخلاقيات العدالة النسوية اختلافًا جوهريًا عن الأخلاقيات النسوية الأخرى. تشغل فكرة مجموعة الأخلاقيات العالمية جزءًا كبيرًا من أخلاقيات العدالة النسوية. تُعتبر أخلاقيات العدالة النسوية واضحةً في فصلها بين الأخلاق «السميكة» و«الرفيعة». تُعتبر المقاربات الأخلاقية الأخرى التي تُعرّف نفسها عن طريق تمييز المجموعات عن بعضها البعض من خلال الثقافة أو غيرها من الظواهر بمثابة تفسيرات أخلاقية «سميكة». تزعم أخلاقيات العدالة النسوية أن التفسيرات الأخلاقية «السميكة» -على النقيض من التفسيرات الأخلاقية «الرفيعة»- ميالة إلى تقويض النقد النسوي السليم بطبيعتها.

## نظرة عامة
تُعتبر أخلاقيات العدالة النسوية بمثابة جزء من مجموعة وجهات نظر أخلاقية نسوية. تشتمل النُهج الأخلاقية النسوية الشائعة الأخرى على أخلاقيات الرعاية النسوية وأخلاقيات ما بعد الحداثة النسوية. غالبًا ما تعتمد أخلاقيات الرعاية النسوية في تطبيقها على نقد أخلاقيات العدالة النسوية. ترتكز أخلاقيات الرعاية النسوية على الفكرة القائلة إن الصيغ العلائقية لذواتنا هي ما يشكّل الأخلاق، إذ تمتلك علاقاتنا الأخلاقية الأسبقية. تنأى أخلاقيات العدالة النسوية بنفسها عن أخلاقيات الرعاية النسوية، وذلك من خلال مجازاة هذا المنظور بسبب تخليه عن القيم العالمية. لا يمكن اعتماد النقد الأخلاقي المشروع في أخلاقيات العدالة النسوية دون استخدام مجموعة عالمية من الأخلاقيات، بينما تطرح أخلاقيات ما بعد الحداثة النسوية وجهة نظر مختلفة تمامًا. يفهم منظور ما بعد الحداثة النسوي المركزية الذكورية بالنظر إلى العديد من جوانب الحياة، بما في ذلك الأبستمولوجيا (نظرية المعرفة)، لكن تنكر ما بعد الحداثة النسوية في الوقت ذاته وجود الموضوعية في عالمنا. يستند هذا الادعاء إلى الفكرة القائلة إن المعرفة مبنية بصورة ذاتية. افترضت إحدى الباحثات في مجال ما بعد الحداثة النسوية أن الحصائل الأخلاقية لمعايير الأعمال الحديثة نتيجة مترتبة على هذا المجتمع الذي تهيمن عليه الذكورة. يتجسد الخلاف بين أخلاقيات العدالة النسوية وأخلاقيات ما بعد الحداثة النسوية في مبدأ العالمية. تدعم أخلاقيات العدالة النسوية فكرة القيم العالمية، بينما تنكر أخلاقيات ما بعد الحداثة النسوية وجود مثل هذه القيم لأنها تنفي وجود الموضوعية في العالم. وبما أن النظرة العالمية فيما يتعلق بالأخلاق أمر نموذجي بالنسبة لأخلاقيات العدالة النسوية، يبرز سؤال: ما هي القيم التي تُعتبر عالمية بحد ذاتها؟ يسعى نهج القدرات الذي وضعته نوسباوم إلى معالجة هذه المسألة، لذا تعدّد مجموعةً من السمات التي تعتقد أنها عالمية:
1. الحياة – القدرة على العيش فترة حياة طبيعية.
2. الصحة الجسدية – القدرة على امتلاك صحة جيدة، بما في ذلك الصحة الإنجابية والتغذية الكافية والمأوى.
3. النزاهة الجسدية – حرية الحركة، والحماية من الانتهاك الجسدي، والاستقلالية الجنسية والإنجابية.
4. الحواس والخيال والفكر – القدرة على استخدامها جميعًا بشكل كامل وبطريقة سامية.
5. العواطف – القدرة على التعلق بالآخرين، وامتلاك القدرة على الحب والمودة.
6. العقل العملي – القدرة على التفكير بعقلانية، وقدرة الشخص على تحديد مفهومه الخاص فيما يتعلق بالحياة الجيدة والتخطيط لها.
7. الانتماء – القدرة على العيش مع الآخرين في نطاق العلاقات الشخصية والمجموعات الاجتماعية.
8. الأنواع الأخرى – القدرة على العيش بتناغم مع الطبيعة.
9. اللعب – القدرة على الاستمتاع بالترفيه.
10. سيطرة الشخص على بيئته المادية والسياسية – القدرة على المشاركة في الخيارات السياسية، والقدرة على حيازة الممتلكات، والقدرة على العمل مع الآخرين على قدم المساواة.